# Amore (Andrea Bocelli)
Amore è il ventesimo album del cantante italiano Andrea Bocelli, pubblicato nel 2006 dalla Sugar Music.
L'album raggiunto la prima posizione in classifica in Ungheria, Finlandia (per 5 settimane) e Paesi Bassi (per 2 settimane), la seconda in Italia, Portogallo e Svezia, la terza in Norvegia, Canada e nella Billboard 200, la quarta in Spagna, Austria e nella Official Albums Chart, la quinta in Australia e l'ottava in Svizzera vendendo oltre 4.000.000 di copie.

## Grafica
La copertina vede una foto del primo piano del profilo di Bocelli che sorride in bianco e nero, con la scritta rossa "Amore" in basso a destra. L'intero libretto sfrutta il rosso in varie gradazioni, unito al bianco e al nero. All'interno del libretto, da pagina 2 a pagina 11, compaiono i testi delle canzoni e le cinque lettere che compongono il titolo, una lettera ogni due pagine. Compaiono poi tre foto del cantante, sempre in bianco e nero, e nell'ultima pagina i crediti. Il retro del libretto è composto da uno sfondo rosso e la scritta con vari toni dello stesso colore "AMORE". L'artwork è opera dello "Studio Convertino & Designers", le fotografie di Mario ed Eva Mulas, gli abiti di Armani.

## Tracce
1. Amapola – 3:43 (G. Lacalle)
2. Bésame mucho – 4:01 (C. Velázquez)
3. Les Feuilles Mortes (Autumn Leaves) (Feat. Veronica Berti) – 4:49 (J. Prévert, J. Kosma)
4. Mi Manchi (Feat. Kenny G) – 3:35 (F. Berlincioni, F. Fasano)
5. Somos Novios (It's Impossible) (Duet with Christina Aguilera) – 4:22 (A. Canche)
6. Canzoni Stonate (Feat. Stevie Wonder) – 5:17 (Mogol, A. Donati)
7. Solamente Una Vez – 3:29 (A. Lara)
8. Júrame (Feat Mario Reyes) – 3:22 (M. Grever)
9. Pero Te Extraño (Te Extraño) – 4:06 (A. Chanche)
10. Momentos – 3:55 (J. Iglesias, T. Renis)
11. L'Appuntamento (Sentado A'Beira Do Caminho) – 4:08 (R. Carlos; trad. B. Lauzi, E. Carlos)
12. Cuando Me Enamoro (Quando M'Innamoro) – 3:36 (M. Panzeri trad. A. Alpin, R. Livraghi, D. Pace)
13. Estate (Feat. Chris Botti) – 3:44 (B. Martino, B. Brighetti)
14. Can't Help Falling in Love (Live From Lake Las Vegas "Amore Under The Desert Sky") – 3:25 (L. Creatore, G. Weiss, H. Peretti)
15. Because We Believe – 4:37 (A. Bocelli, A. Gillies, D. Foster)

## Formazione
- Andrea Bocelli - voce
- David Foster - tastiera, pianoforte
- Nathan East - basso
- Vinnie Colaiuta - batteria
- Paulinho Da Costa - percussioni
- Dean Parks - chitarra
- Randy Waldman - pianoforte, tastiera
- Ramon Stagnaro - chitarra
- Jochem Van Der Saag - programmazione
- Michael Thompson - chitarra
- Corrado Sgandurra - chitarra
- Michael Landau - chitarra
- Raphael Padilla - percussioni
- Dan Higgins - flauto

## Classifiche

### Classifiche settimanali
| Classifica (2006)               | Posizione massima |
| ------------------------------- | ----------------- |
| Argentina                       | 3                 |
| Australia                       | 5                 |
| Austria                         | 4                 |
| Belgio (Fiandre)                | 2                 |
| Belgio (Vallonia)               | 10                |
| Canada                          | 3                 |
| Danimarca                       | 15                |
| Europa                          | 2                 |
| Finlandia                       | 1                 |
| Francia                         | 14                |
| Germania                        | 23                |
| Giappone                        | 39                |
| Irlanda                         | 2                 |
| Italia                          | 2                 |
| Norvegia                        | 3                 |
| Nuova Zelanda                   | 13                |
| Paesi Bassi                     | 1                 |
| Portogallo                      | 2                 |
| Regno Unito                     | 4                 |
| Repubblica Ceca                 | 3                 |
| Stati Uniti (Versione spagnola) | 110               |
| Spagna                          | 4                 |
| Svezia                          | 2                 |
| Svizzera                        | 8                 |
| Ungheria                        | 1                 |

### Classifiche di fine anno
| Classifica (2006) | Posizione |
| ----------------- | --------- |
| Argentina         | 18        |
| Australia         | 80        |
| Austria           | 59        |
| Belgio (Fiandre)  | 26        |
| Francia           | 129       |
| Italia            | 25        |
| Paesi Bassi       | 4         |
| Regno Unito       | 60        |
| Stati Uniti       | 30        |
| Ungheria          | 8         |